# Manio Juvencio Talna
Manio Juvencio Talna  fue un político y militar romano del siglo II a. C. perteneciente a la gens Juvencia.
Fue tribuno de la plebe en el año 170 a. C. junto con Cneo Aufidio y acusó al pretor Cayo Lucrecio Galo por su conducta tiránica y opresiva en Grecia.
Fue pretor en 167 a. C. y obtuvo la jurisdicción peregrin. En este año propuso al pueblo, sin consultar previamente al Senado, la declaración de guerra a Rodas, con la esperanza de obtener el mando. Su propuesta fue opuesta con vehemencia por los tribunos Marco Antonio y Marco Pomponio.
Fue cónsul en 163 a. C. con Tiberio Sempronio Graco e hizo la guerra contra los corsos, a los cuales sometió. El Senado, en consecuencia, le concedió el honor de una acción de gracias. Tuvo tanta alegría cuando esto se le comunicó, que fue a hacer un sacrificio y murió de un ataque de corazón allí mismo.